# Крематоријум
Крематоријум је објекат у којем се спаљују (кремирају) посмртни остаци људи. Тело сагорева у специјалним пећима, на високим температурама (870°—980 °C), тако да од њега остаје само пепео. Обично се крематоријуми налазе на гробљима. У Другом светском рату су били бројни крематоријуми нациста у концентрационим логорима.